# عمار كايم
عمار كايم كاطع هو مهاجم عراقي. يلعب عمار حاليًا مع نادي المصافي في العراق، ومع الفريق الوطني العراقي لكرة القدم.

## المسيرة الرياضية
يلعب لصالح المصافي ووقع مع دهوك في 16 سبتمبر 2010. ومع ذلك، بعد أن كان غير قادر على الاحتفاظ بوظيفته في بغداد واللعب لدهوك، تم إلغاء عقده بالتراضي في 3 نوفمبر.

## الفريق الوطني لأول مرة
في 11 نوفمبر 2010، ظهر عمار لأول مرة كبديل في الشوط الثاني ضد الهند. فاز العراق 2-0.

## روابط خارجية
- الملف الشخصي على targetzz.com
- قاعدة بيانات لاعبي المنتخبات العراقية-5